# Bledius strenuus
Bledius strenuus är en skalbaggsart som beskrevs av Thomas Casey 1889. Bledius strenuus ingår i släktet Bledius och familjen kortvingar. Inga underarter finns listade i Catalogue of Life.